# Huset Habsburg-Este
Huset Habsburg-Este (også kaldt Østrig-Este) var en sidegren af fyrstehuset Habsburg-Lothringen, der regerede det norditalienske land Hertugdømmet Modena fra 1814 til 1859. 
Slægten nedstammer fra den tysk-romerske kejser Frans 1. Stefan og hans gemalinde kejserinde Maria Theresia af Østrig. 